# Nelson de la Rosa
Nelson de la Rosa Martínez (San Francisco de Macorís, 21 de junio de 1968-Providence, 22 de octubre de 2006) fue un actor dominicano reconocido por su enanismo, siendo uno de los hombres más pequeños del mundo.

## Primeros años
Nació en San Francisco de Macorís, República Dominicana, en 1968. Su madre, Pura Concepción, tuvo un embarazo normal, pero cuando dio a luz, se descubrió que De La Rosa padecía del síndrome de Seckel. Fue el sexto y último hermano de la familia. Acudió a la escuela, pero no la culminó y desde muy temprana edad, empezó a presentarse en ferias y circos, hasta que la actividad en Santo Domingo fue clausurada por los malos tratos que recibían los artistas y los animales.

## Trayectoria
Conocido como el hombre más pequeño del mundo, De la Rosa protagonizó Ratman, una película de horror de 1988 hecha en Italia. Sin embargo no fue hasta los años 1990 cuando alcanza la fama internacional, década en que se convierte en parte del elenco estable de invitados del programa Sábado Sensacional en Venezuela emitido por la cadena Venevisión. Luego sería invitado por Don Francisco a su programa Sábado Gigante, y a otros programas de Univisión. Su popularidad lo llevó a otros países de Europa (España) e iberoamérica como Puerto Rico, México, Chile y Argentina en este último participó de los programas de Susana Giménez en más de una oportunidad. En 1999 participó en el video "Coolo" de la banda argentina Illya Kuryaki and the Valderramas.
En su natal República Dominicana se dio a conocer por sus constantes visitas como fanático a la tertulia induveca del luchador Jack Veneno. Asimismo, fanático confeso del TC 2000 y particularmente del "flaco" Juan María Traverso, el pequeño gigante se ha destacado por su habilidad de hacer equilibrio sobre dos chizitos mientras silbaba la marsellesa con dos alfajorcitos de maicena en la boca.
En 1996, tuvo un rol en una producción de Hollywood, la película La isla del doctor Moreau, donde comparte escenas con Marlon Brando y que sirvió de inspiración al cómico Mike Myers para crear a Mini Yo, secuaz del Dr. Maligno en la saga de Austin Powers. Midiendo menos de 72 centímetros, tenía la fama de ser el actor más pequeño del mundo. Más tarde, trabajando él para un circo, difundían la noticia de que su altura sería de solo 54 centímetros, reclamando el récord de Guinness del hombre más bajo jamás medido. Sin embargo, este título nunca fue reconocido oficialmente, y su altura conocida es entre 71 y 72 centímetros.

## Fallecimiento
De La Rosa falleció en Providence, Rhode Island a los 38 años de edad, el 22 de octubre de 2006, debido a un paro cardíaco. Según informó a los medios locales su representante Andrés Durán, los problemas de salud de De La Rosa,  comenzaron cuando viajaba en un vuelo de Chile a Boston, tras concluir una actuación en un circo que inauguraba espectáculo en ese país. Dejó a su mujer y un hijo de nueve años de edad. Sus restos se encuentran en el cementerio Cristo Salvador de San Isidro, República Dominicana.